# Hiéroglyphe égyptien Q7
Pour les articles homonymes, voir Brasier.
Le hiéroglyphe égyptien Q7 (brasier) est classifié dans la section Q « Mobilier domestique et funéraire » de la liste de Gardiner ; il y est noté Q7.

## Représentation
Il représente un brasier à quatre pied dont une flamme s'échappe cachant un pied. La flamme se finit par un filet de fumée retombant vers le sol.
Il est translittéré srf ou nsrsr.

## Utilisation
| Q7 | / | s | r · f | Q7 |

| Q7 | / | s | r · f | Q7 |

soulagement ».
| n · ns · z | r · t | Q7 |

| n · ns · z | r · t | Q7 |

| N17 · Z1 · N21 | Q7 | Q7 | O49 |

| N17 · Z1 · N21 | Q7 | Q7 | O49 |

| N17 · Z1 · N21 | Q7 | Q7 | O49 |

| N17 · Z1 · N21 | Q7 | Q7 | O49 |

de la naissance de Rê situé à Hermopolis Magna par les égyptiens) ».
C'est un déterminatif du champ lexical du feu, de la chaleur et de l'action de cuire ainsi que des autres actions liées au feu et à sa chaleur.
| t · kA | Q7 |

| t · kA | Q7 |

## Exemples de mots
| x · t | Q7 |

| x · t | Q7 |

| t · U30 | A | Q7 |

| t · U30 | A | Q7 |

| U23 | b | w | Q7 |

| U23 | b | w | Q7 |